# Obiekt mostowy
Obiekt mostowy – budowla przeznaczona do przeprowadzania drogi, samodzielnego ciągu pieszego lub ciągu pieszo-rowerowego, szlaku wędrówek zwierząt dziko żyjących lub innego rodzaju komunikacji gospodarczej nad przeszkodą terenową, a w szczególności most, wiadukt, estakada, kładka.